# Bruno Bozzolo
Bruno Bozzolo (Nervesa della Battaglia, 21 settembre 1913 – Rapallo, 4 luglio 1994) è stato un calciatore e allenatore di calcio italiano, di ruolo attaccante.

## Carriera

### Giocatore
Nella stagione 1929-1930 ha segnato 18 reti in Prima Divisione (la terza serie italiana dell'epoca) con la maglia del Treviso, in seguito alle quali è stato ceduto all'Ambrosiana, squadra di Serie A, dove rimane una sola stagione, senza peraltro mai scendere in campo in incontri di campionato. Nella stagione 1933-1934 gioca ancora con la squadra biancoazzurra, sempre in Prima Divisione, segnando anche una rete in un'amichevole non ufficiale contro la nazionale italiana. Nella stagione 1936-1937 ha vestito in diverse occasioni la fascia da capitano, sempre nel Treviso, con cui è rimasto fino al 1938, per poi tornarvi nella stagione 1940-1941.

### Allenatore
Nella stagione 1946-1947 ha allenato il Treviso, in Serie B. L'anno seguente è subentrato in panchina a Enrico Colombari alla 24ª giornata di campionato, non riuscendo però ad evitare la retrocessione della squadra veneta in Serie C. In seguito ha anche allenato l'Opitergina e la Pro Mogliano (sostituendo, a partire da gennaio 1959, il dimissionario Gianni Gallina).